# 信用乘车方式

运行在美国旧金山湾区的加州通勤铁路的“信用乘车系统”标识。乘客需在上车前买票

信用乘车方式（又称信用乘车制、信用乘车系统、榮譽制），是乘坐公共交通车辆时不采用上车强制检票或下车强制检票的乘车方式，即不买票也能乘车，买票与否依靠乘客自觉。为防止逃票，往往采用在车站内或车上突击查票的方式反逃票。车上突击查票时，为增加对逃票者的处罚力度，有时需要运营方工作人员和警察配合行动。信用乘车方式下的车票视不同地区有单程票、多次票、公交卡等多种形式。
当运营方相信在实行信用乘车方式因逃票而蒙受的损失，少于安装和维护一套上车强制检票或下车强制检票系统时，便会采用这种方式。信用乘车方式适合客流量较小的公共交通系统；随着客流量的增加，信用乘车方式往往效果欠佳。然而，在有些地区，一人控制或自动驾驶的巴士和轨道交通系统普遍采用信用乘车方式，无论客流量大小。

## 优點
- 便于实行转乘优惠。
- 对于轨道交通而言，采用信用乘车方式可以减少售检票人员的数量进而降低人工成本，车站设计难度亦大幅降低，乘客体验更友好，紧急疏散速度亦更快。
- 对于巴士而言，可以不设立售票员，司机也无需承担售检票工作，司机的劳动强度因而大幅降低，所有的车门均可以是上客门。

## 缺點
- 极易逃票。
- 不了解线路及票价的乘客容易错购车票。
- 参与车上突击查票的运营方工作人员和警察容易误伤错购车票者。
- 会为社会闲散人员甚至犯罪分子混进车上及车站提供便利。[1]

## 各地实行情况

### 歐洲

#### 丹麦

##### 哥本哈根地铁
哥本哈根地铁采用信用乘车方式，乘客在上车前买票，但不设置上车强制检票或下车强制检票。票价为分区计费制，设有4个区段，并与包括哥本哈根市郊铁路、丹麦国家铁路所属的“区域列车”、哥本哈根公交在内的哥本哈根其它的公共交通车辆设有转乘优惠。

#### 德国
1960年代德国经济奇迹之后，因人工成本上涨，德国开始推广信用乘车方式。

#### 荷兰
阿姆斯特丹電車

阿姆斯特丹電車除西門子Combino外，其他車型採用自助收費方式，需要旅客自覺上車刷卡或購票。
服務人員不時巡查。

#### 芬兰

##### 埃斯波地铁

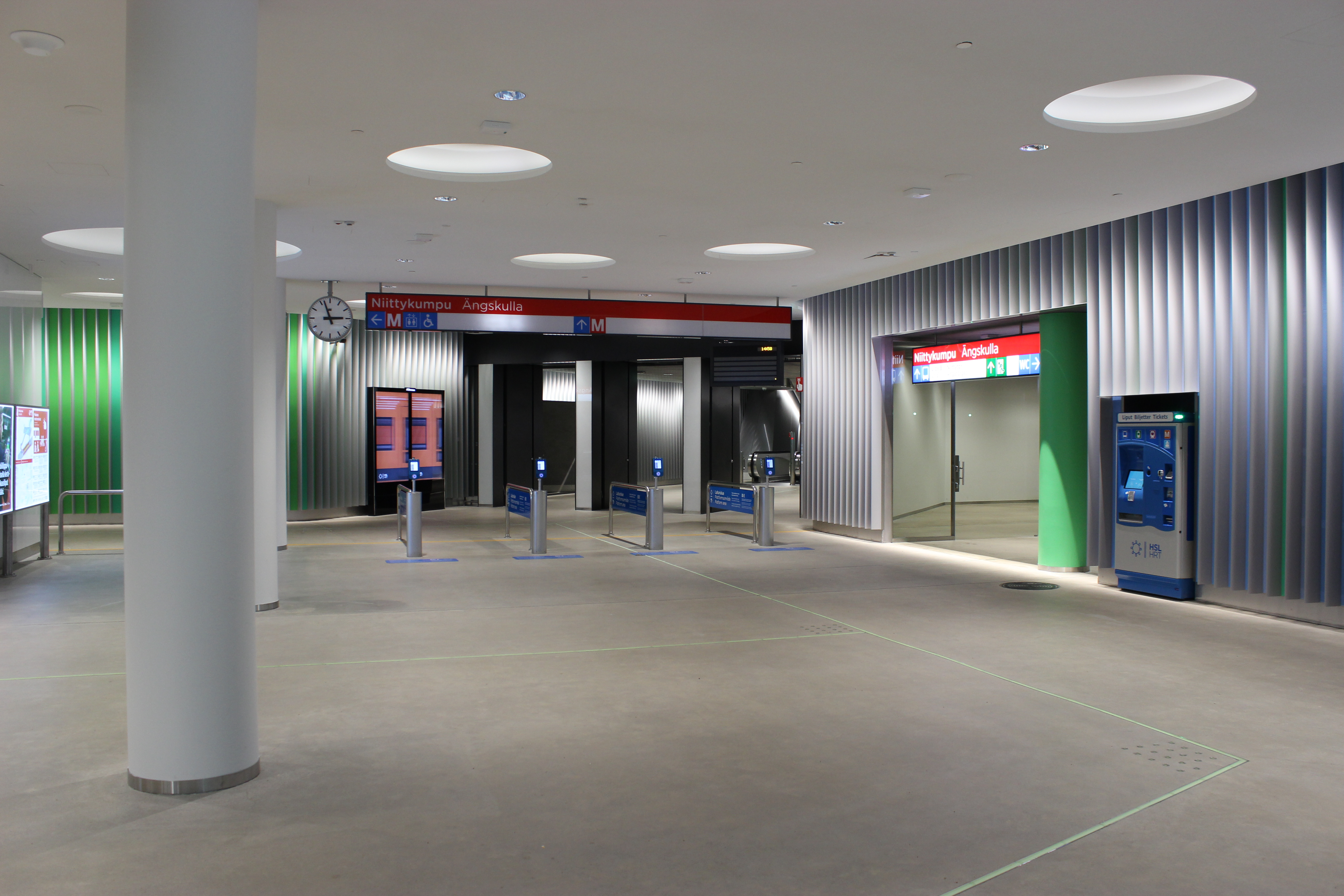
芬兰埃斯波地铁Niittykumpu站的售票厅，该地铁系统采用信用乘车方式

### 北美洲

#### 美国
信用乘车方式在美国的应用也十分普遍。其中包括：
- 克里夫兰地铁红线
- 旧金山城市铁路所属线路（2012年7月1日在除“旧金山缆车系统”外所有的下属线路推广）[3]
- 纽约巴士

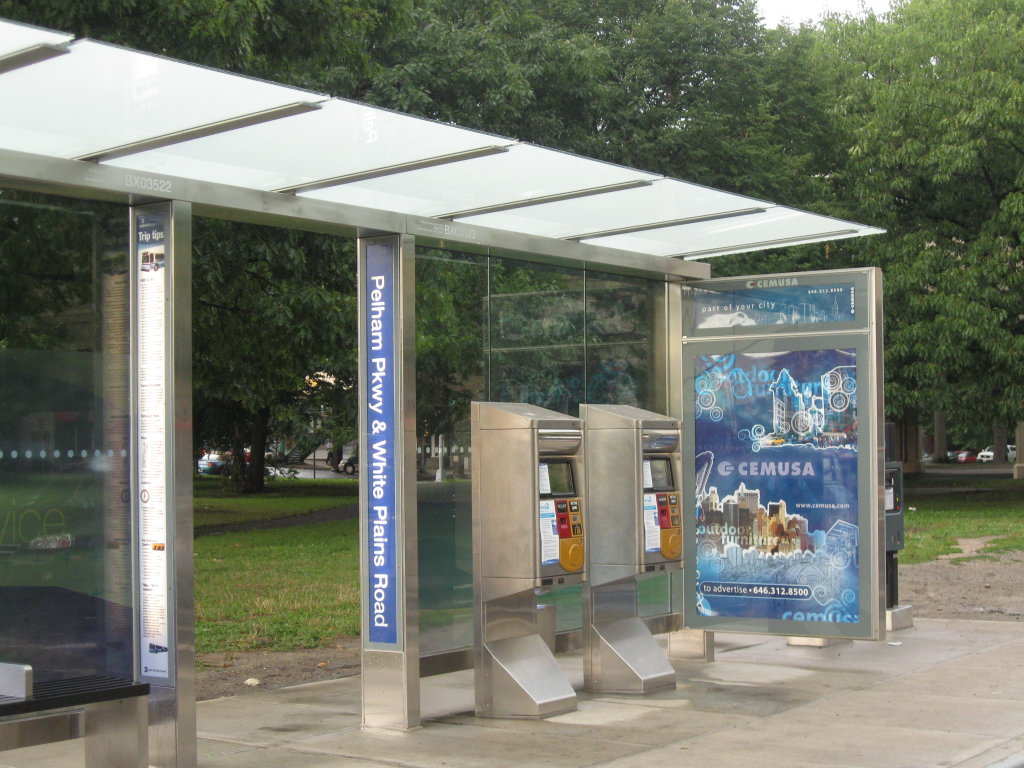
纽约巴士为配合信用乘车方式在车站设立的售票机

- 新泽西哈德逊-卑尔根轻轨

#### 加拿大
加拿大对信用乘车方式的第一次尝试是1980年的在埃德蒙顿的城市轨道交通系统中引入信用乘车方式，信用乘车方式现已在加拿大普及。

### 亞洲

#### 香港

##### 香港輕鐵
香港轻铁售检票采用的就是信用乘车方式。乘客在轻铁站内的自动售票机购票，进出站及上下车均不强制检票。为防止逃票，香港轻铁的运营方港铁公司会安排工作人员在车上突击查票。除了香港輕鐵外，東鐵綫頭等車廂亦是採用類似形式進出。

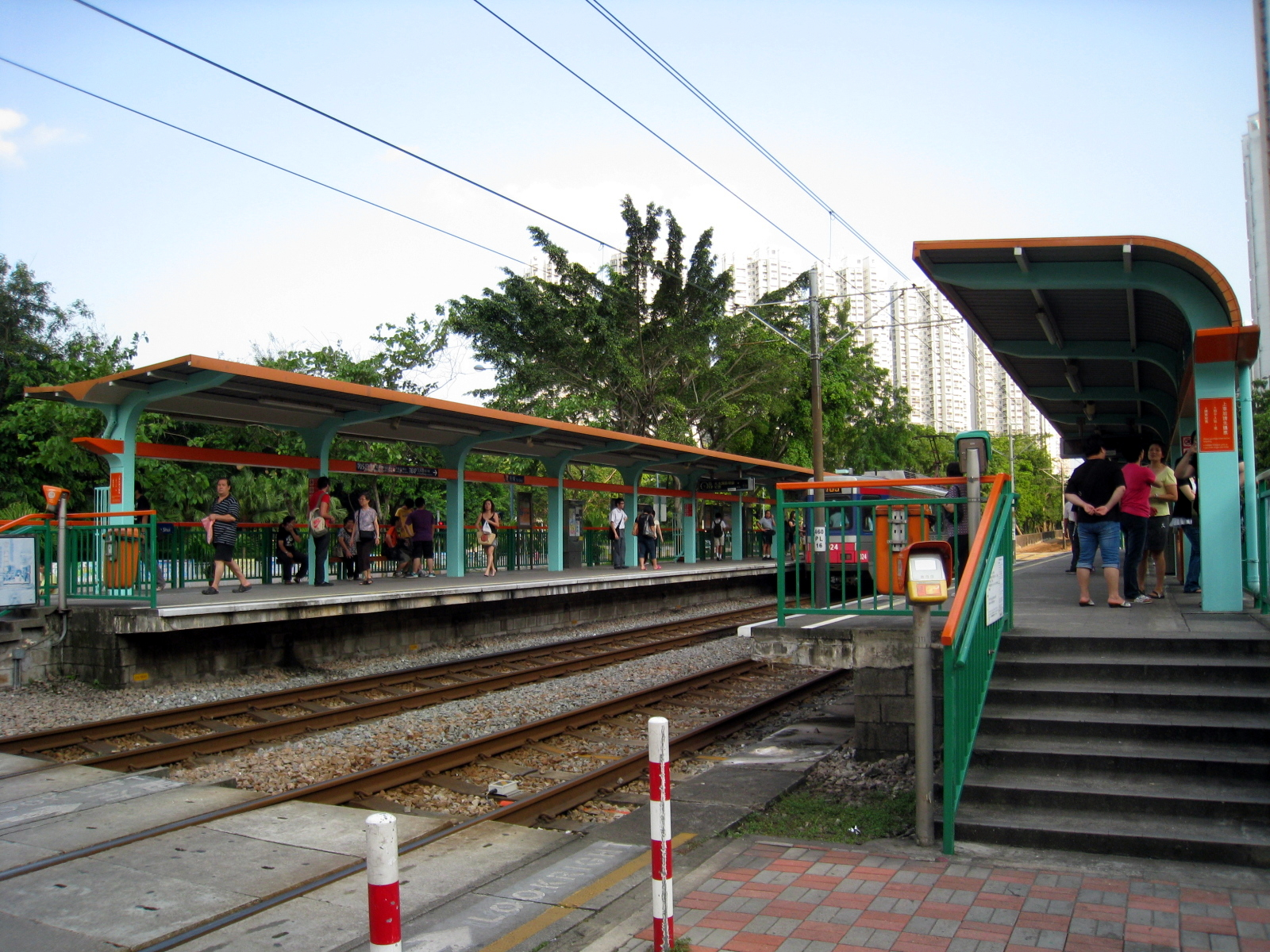
香港輕鐵典型的開放式月台。圖為天瑞站。
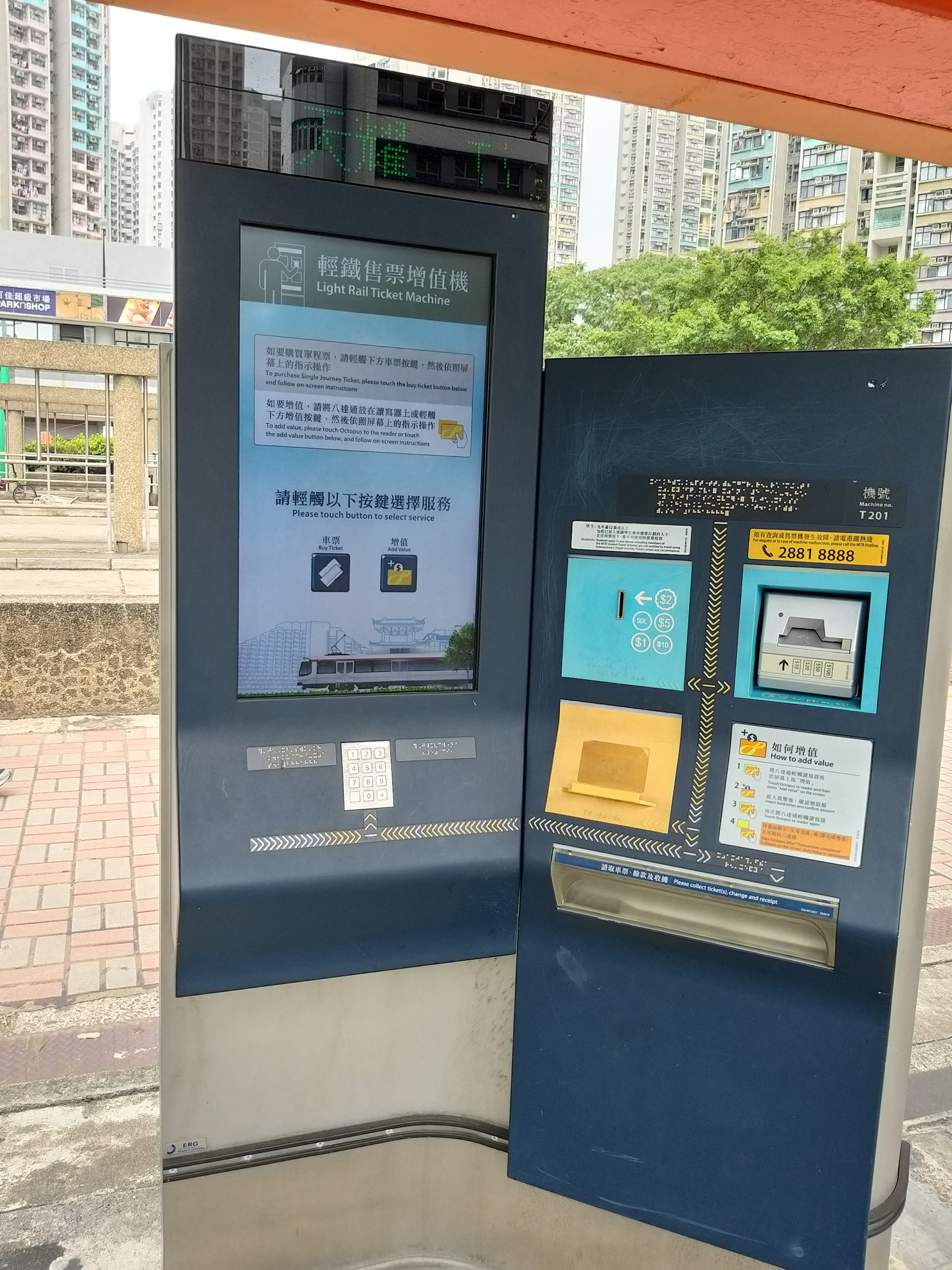
2014年第四季起，推出全新香港輕鐵售票機。除了可買單程票，亦可為八達通增值
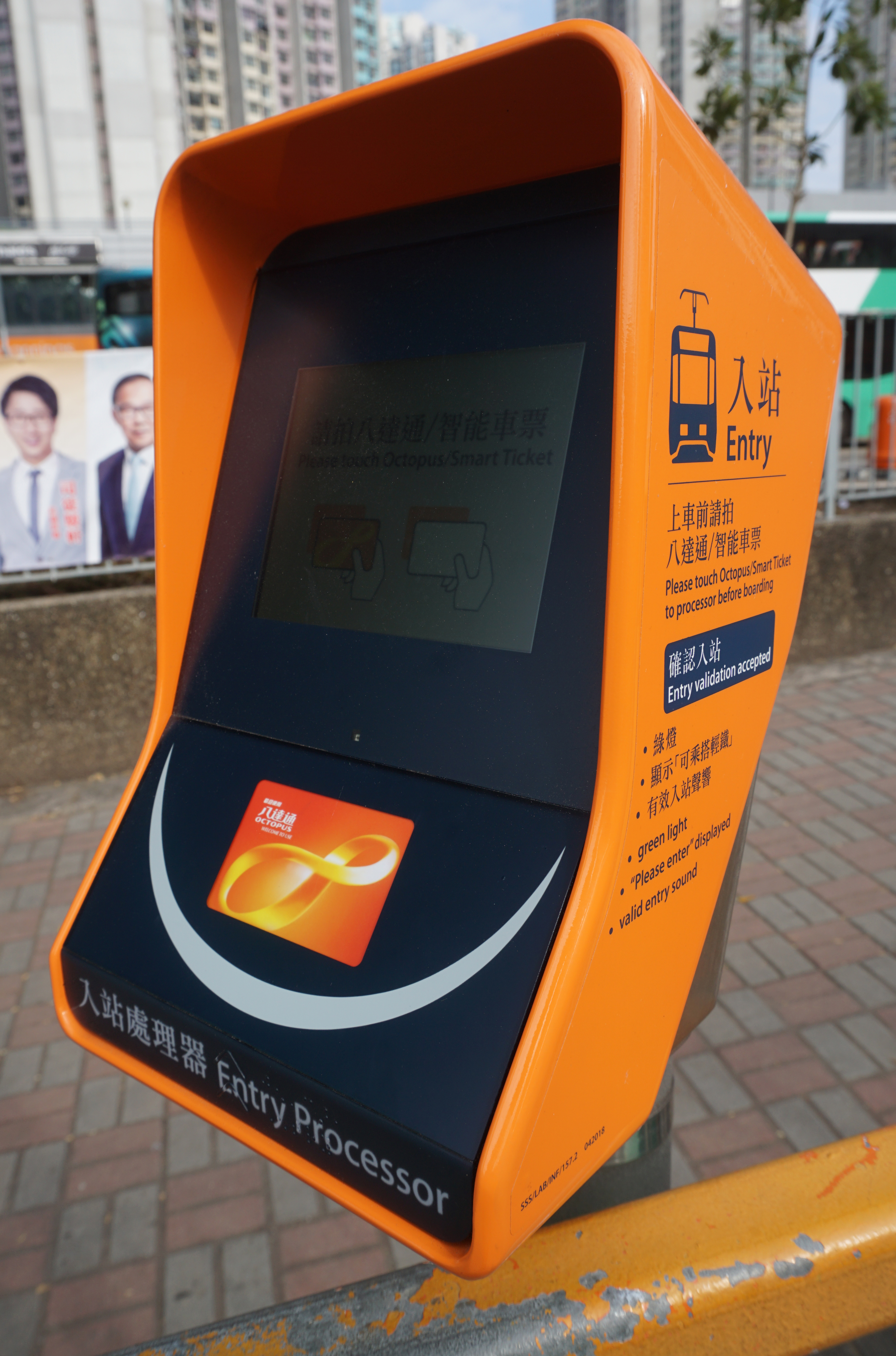
部份車站設有新款香港輕鐵入站收費器，此款为橙色，使用LCD顯示，同時支援智能車票
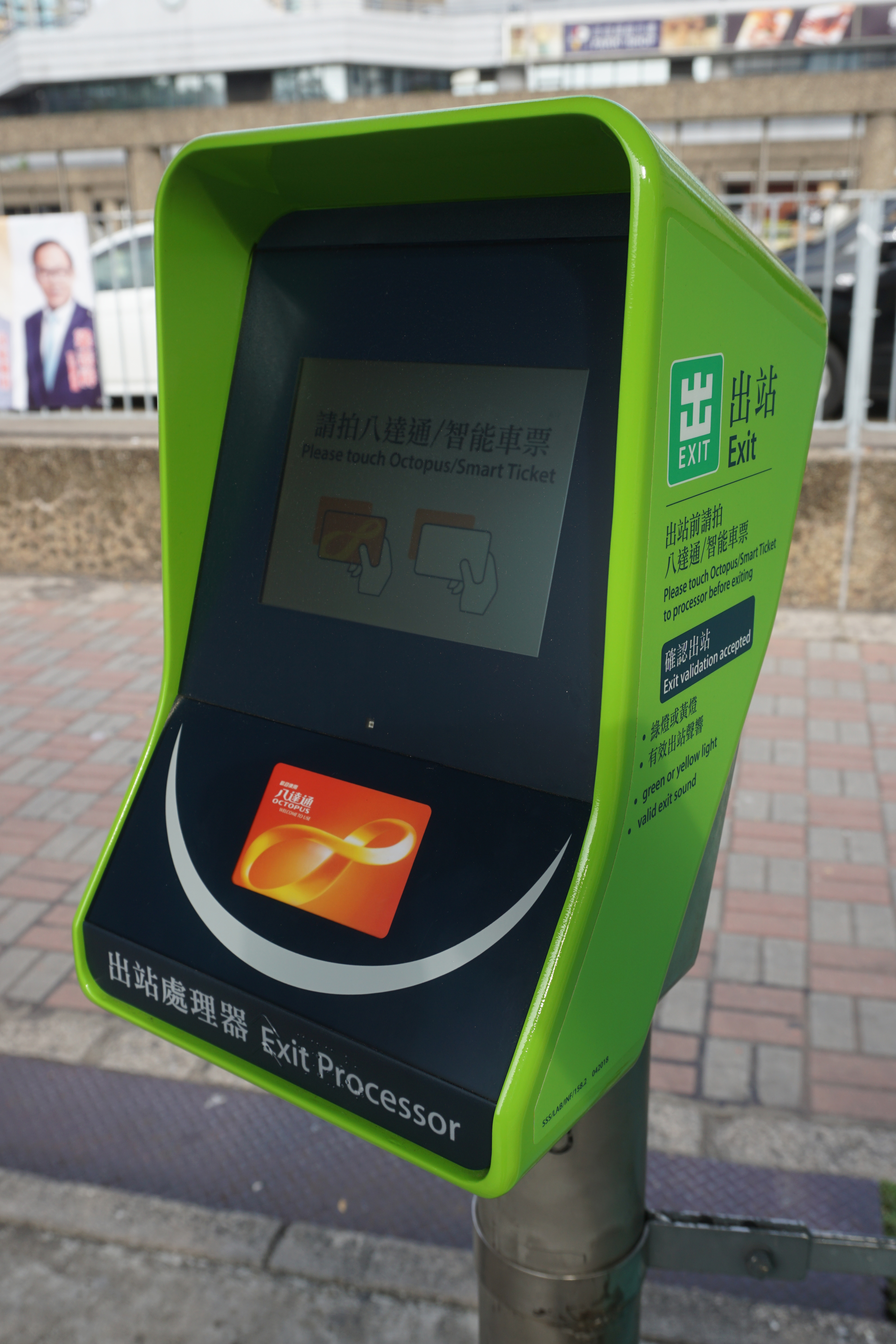
部份車站設有新款輕鐵出站收費器，此款为绿色，使用LCD顯示，同時支援智能車票
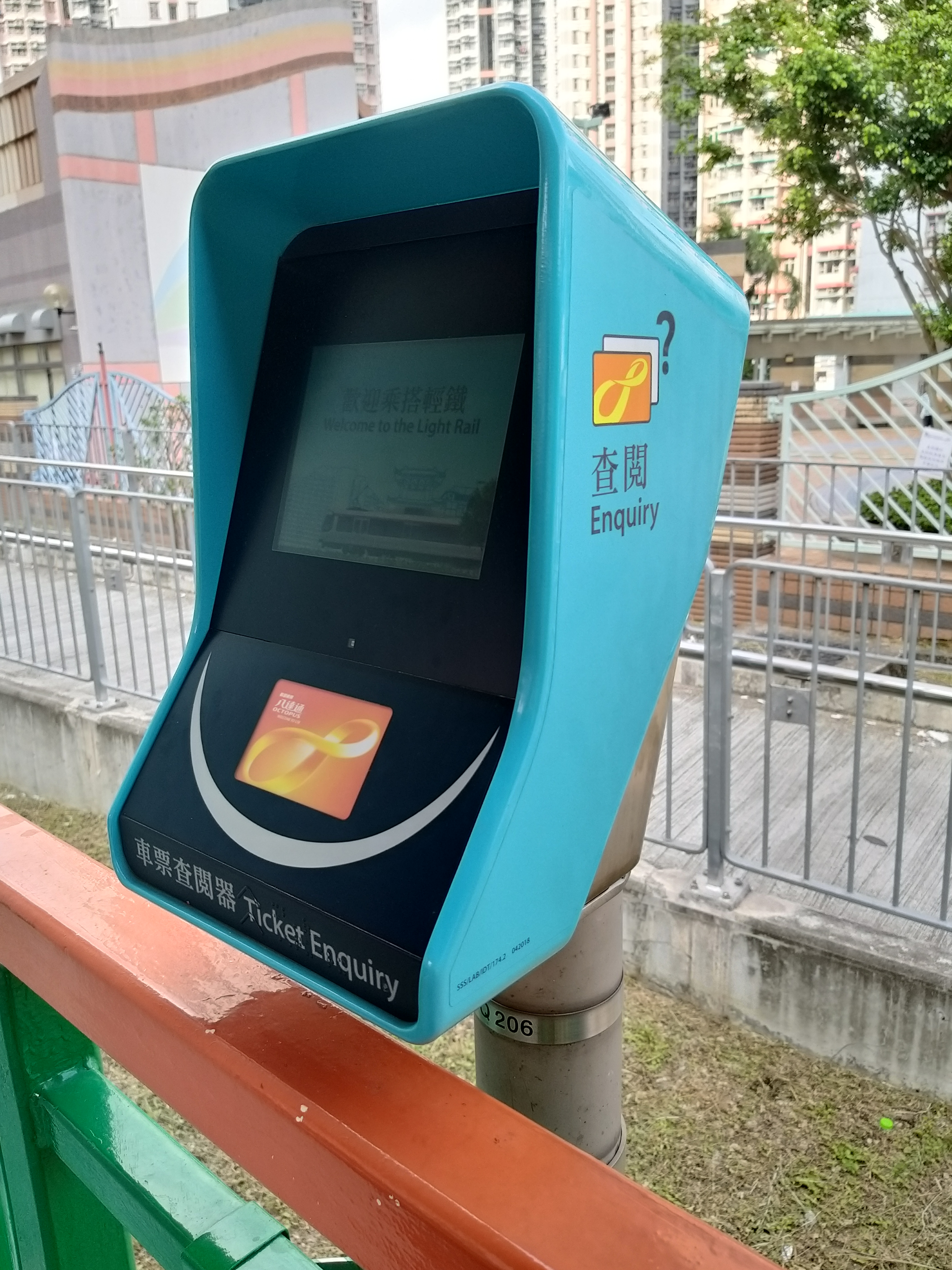
香港轻铁新款車票查閱器
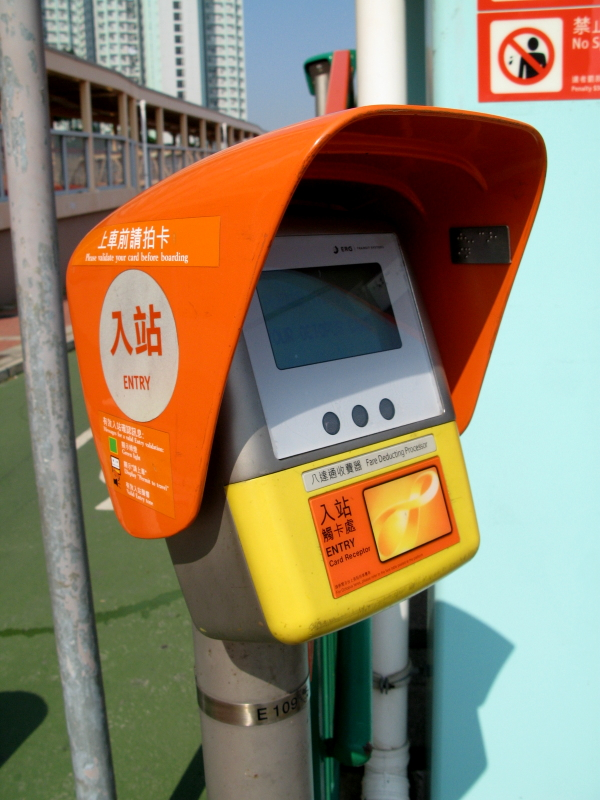
香港轻铁舊款入站收費器，此機不支援智能車票
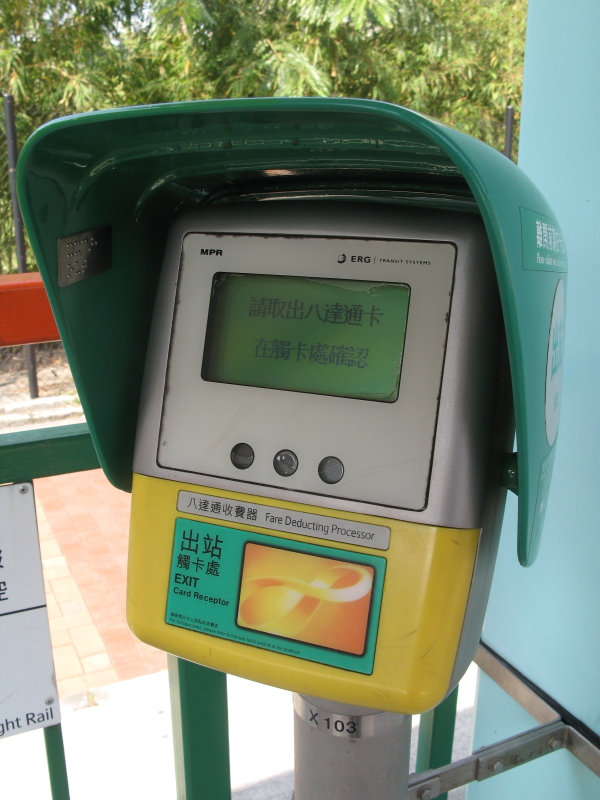
香港轻铁舊款出站收費器，此機不支援智能車票
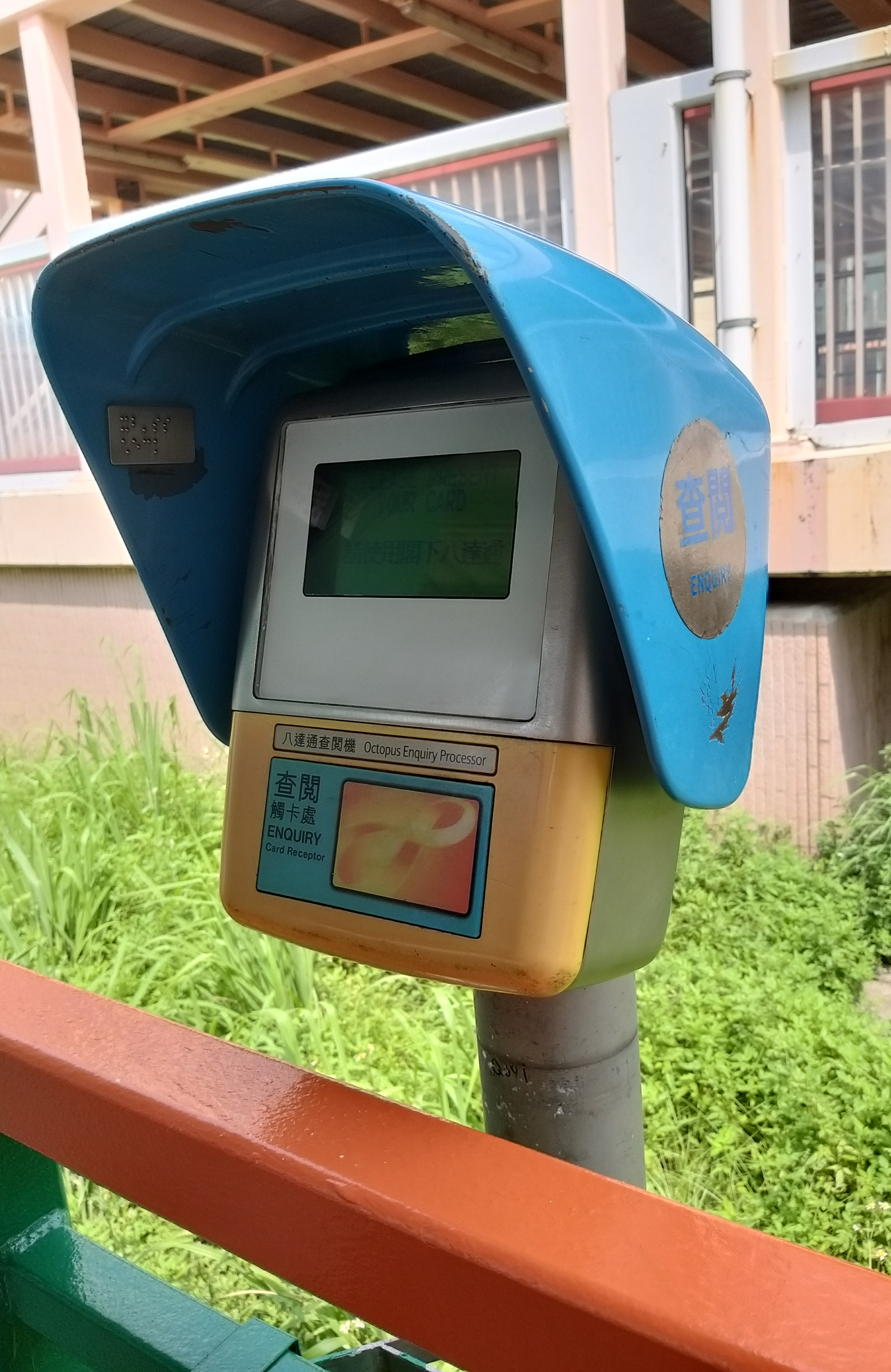
香港轻铁舊款八達通查閱器

#### 中國大陸

##### 广州有轨电车
现时广州有轨电车系统中的广州市海珠环岛新型有轨电车、广州黄埔有轨电车1号线，为开放式站台设计，采用信用乘车方式。全程一票制，在站台上通过自动售票机售票，在上车后进行上车验票（使用岭南通或机售纸质票）。为防止逃票，工作人员会采用突击抽检或上车后验票的方式查票。

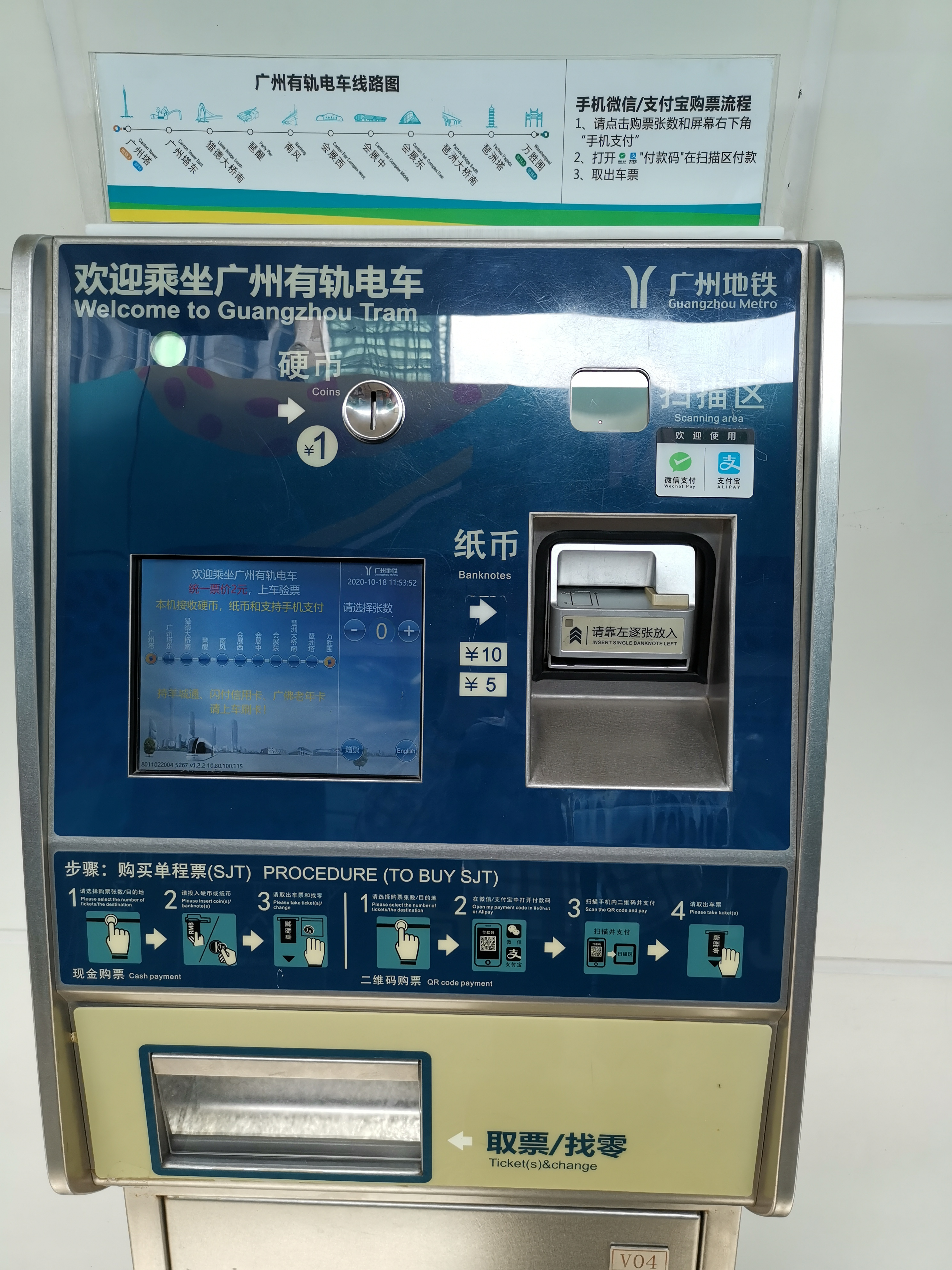
月台上的自动售票机，支持现金（纸币或硬币）和手机扫码支付
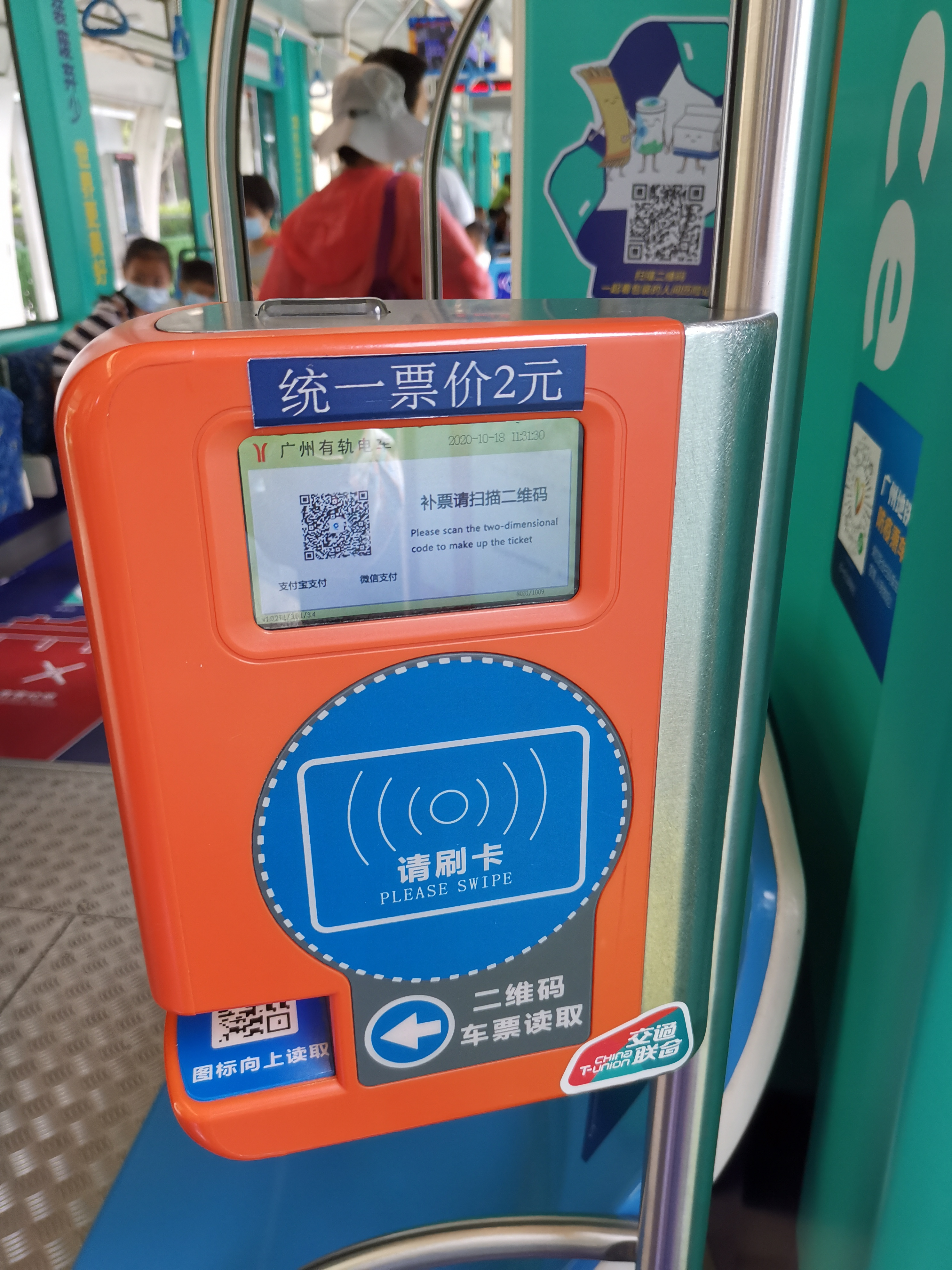
车上门口的验票机

##### 深圳有轨电车
深圳有軌電車採用信用乘車方式，所有乘客在上車時都需要在車門邊的收費機檢票（刷卡或掃碼），車上也會有工作人員進行突擊檢票。

#### 韓國
除了廣域電鐵和首都圈電鐵等區間車設有閘機外，韓國長途列車月台多數不設閘機，即是沒有購票可以自由進出月台範圍，唯獨是登上列車時需要持有有效車票。

#### 台灣

##### 高雄環狀輕軌
環狀輕軌於2017年11月1日正式收費。與高雄捷運紅線及橘線依里程收費方式不同，採計次收費。使用現金搭乘者請於月台售票機購買紙票（單程票）票價為新台幣$30，售出後除營運中斷外概不退費，敬老、博愛等身分及博愛陪伴者購買紙票（單程票）之乘客，得於購票當日內至各高雄捷運各車站服務台辦理退費15元。目前使用電子票證如一卡通、悠遊卡、愛金卡、有錢卡等收費為新台幣$10。車站及車廂內均有讀卡機，使用電子票證時每次搭乘只需在其中之一感應收費即可，最遲需於上車後立刻完成刷卡，以免受罰；搭車一趟刷卡一次，下車請勿再刷卡。10人以上團體可至高雄捷運各車站購買團體票每人10元。自2020年2月24日起，具有博愛(含陪伴者1名)、敬老(65歲以上長者)身分者，持社福卡或身分證明文件，可免費搭乘高雄輕軌。
使用現金搭乘時可在每站的自動售票機購買票證，以備查票員檢查。高雄輕軌稽查員配戴服務識別證及身著黑色稽查背心及帽子，乘客如遇到稽查員查驗票時請主動配合稽查。
無票乘車除補繳車資外，另依法處罰50倍原票價（30元）之違約金；拒絕配合查票者，依法處新台幣1500元以上，7500元以下之罰鍰。
註：高捷公司提醒各位旅客，目前一卡通、有錢卡(Happy Cash)、悠遊卡、愛金卡(I CASH)均可使用於高雄輕軌。乘車前請先確認票卡內餘額充足，輕軌車廂內不設補票服務。

#### JR九州
香稚線奈多至西戶崎之間採用日本罕有的開放收費方式，車站設有售票機和IC卡收費器，且不設閘機，同時列車JR九州BEC819系不設任何整理券機，而且所有車門均可自由上落的，使用單程票的旅客需要自覺購票，同時，奈多站後由和白直至香稚之間才設置閘機。
絕大部分人自律，少數出現逃票行為，但是沒有閘機的車站則較容易逃票。同時間工作人員巡查次數少，這證明了日本人的自律精神。

#### 宇都宮輕軌
每組列車內的各車門兩旁均設有一組對應上、下車的IC卡感應器（即一組列車共設有16對上、下車感應器），列車到站時，全部車門均會打開，上車後將IC卡在下方綠色感應器拍卡便可，下車時則在上方的黃色感應器再次拍卡後便可下車。
使用IC票證的旅客可從任何一道車門上車或者落車，使用現金支付的乘客先在月台領取整理券，再在任何一度車門上車，落車時，在司機位旁邊連同整理一同付款。
為免逃票，車廂設有閉路電視監控裝置，確保乘客上落車時觀察有異常上落情況。

#### 阿拉伯聯合酋長國

##### 杜拜電車
杜拜電車採用開放式票務系統，每個車站均設有車費卡讀卡器及售票機，乘客上車前必須事先緊記拍卡，此外車廂分為Gold和Sliver等級，凡進入Gold Class的乘客應持有金卡方能進入。
此外，工作人員不時登車並向乘客抽查，如客人沒有有效車票，將被要求該名乘客繳交200迪拉姆的罰款。

### 大洋洲

#### 澳洲

##### 悉尼輕軌
悉尼輕軌電車早已採用榮譽制，乘客們只要在車站月台上購買車票或刷卡，即可登車。在登車一刻，沒有列車服務員查驗車票和放行。同時，工作人員(Transit Officer)亦會定期兼不定時登車巡查，向逃票者提出徵收罰款請求。

##### 悉尼火車
悉尼列車部份近郊車站不設閘機，但亦設有售票機或澳寶卡刷卡機，因此乘客需要自覺購買或打卡。

## 外部連結
- TCRP Report 80: A Toolkit for Self-Service, Barrier-Free Fare Collection （页面存档备份，存于） (PDF)